# Crepidacantha crinispina
Crepidacantha crinispina är en mossdjursart som beskrevs av Levinsen 1909. Crepidacantha crinispina ingår i släktet Crepidacantha och familjen Crepidacanthidae. Inga underarter finns listade i Catalogue of Life.